# Banovina del Sava
La Banovina del Sava o Banato de Sava (en croata: Savska banovina), fue una provincia (banovina) del Reino de Yugoslavia entre 1929 y 1939. Fue el río que la circunda quien le diera su nombre, y constaba de mucho del actual territorio de la Croacia independiente (las áreas históricas de Croacia central y de Eslavonia). Hasta 1931, comprendía también la región de la Carniola blanca, ahora parte de Eslovenia. Su ciudad capital era Zagreb.

## Fronteras
De acuerdo a la Constitución del Reino de Yugoslavia de 1931 situaba sus fronteras así:

La Banovina del Sava está circundada al norte, tan lejos como el Mura... por la frontera de la Banovina del Drava. 
A partir de entonces el límite de esta Banovina sigue el curso del Mura, entonces se limita desde la frontera estatal con Hungría hasta el punto donde ésta deja al Drava; desde este punto el límite de la Banovina seguirá el cauce del Drava, luego entonces la corriente del Danubio, hasta el límite norte del distrito de Ilok. Desde este punto el límite de la Banovina sale del Danubio y se dirige hacia el Sava, siguiendo las fronteras orientales del distrito, de Vukovar, Vinkovci, y de Županja; teniendo a estos distritos. A continuación, sigue el curso del río Sava a la desembocadura del río Una, entonces el curso del río Una en cuanto a la frontera noreste del distrito de Dvor (suroeste de Kostajnica). Desde este punto hasta el Adriático (canal Morlach) el límite de la Banovina sigue los límites meridionales de los distritos de Kostajnica, Petrinja, Glina, y Gvozd, entonces la frontera sur-oriental del distrito de Vojnić y los límites orientales de los distritos de Slunj, Korenica y Donji Lapac. La frontera pasa entonces a lo largo del límite sur de los distritos de Gračac y Gospić, que luego los incorpora. Desde la costa del Adriático, la frontera sigue el barranco de Ljubač y el canal de Nova Povljana, pasa entre las islas de Maun y Planik, para reunirse luego, al norte de la islas de Olib y Silba, la frontera estatal en el Adriático.

## Historia

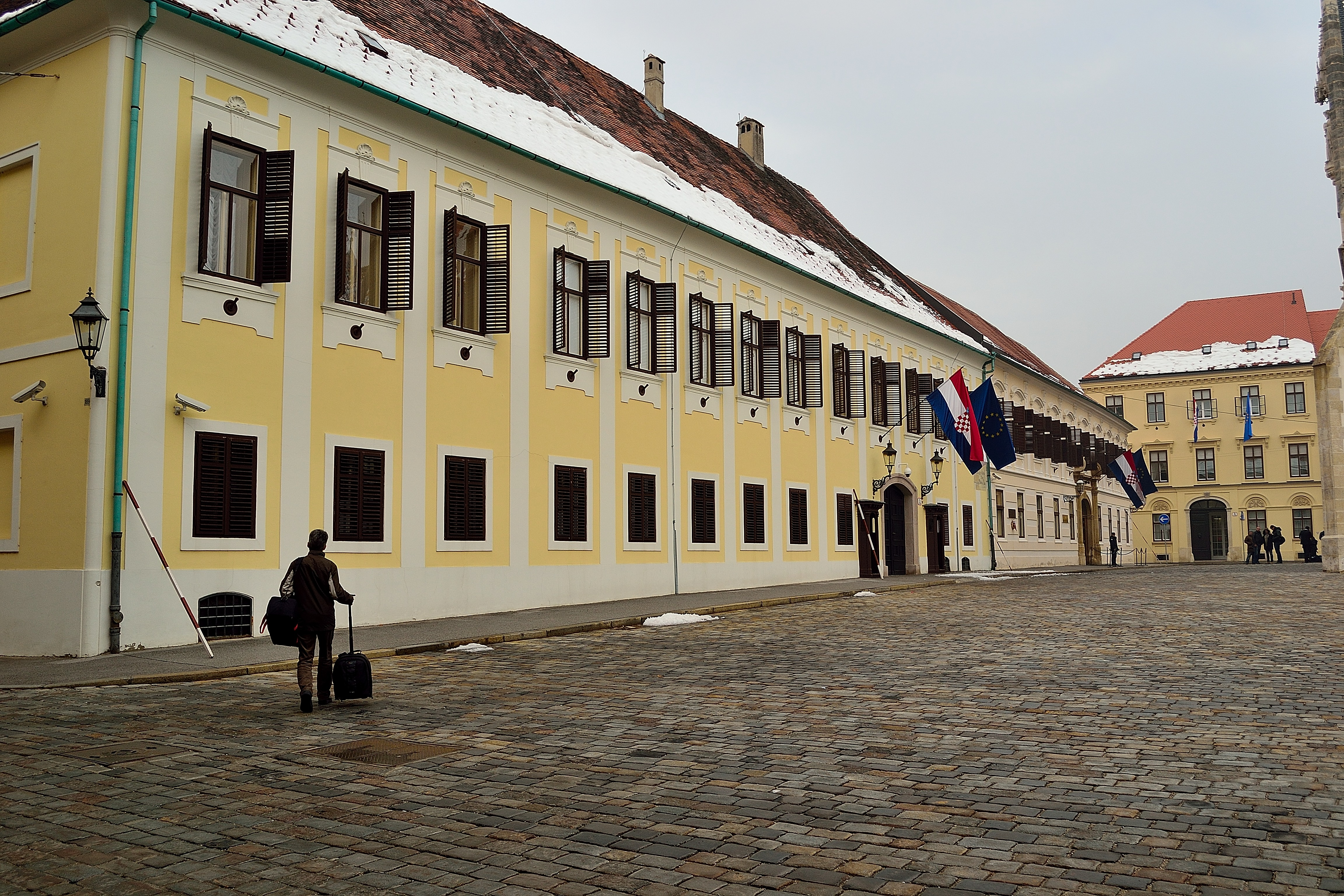
La Banski dvori (Mansión del Ban), hoy día alberga la sede del Gobierno de Croacia, y antes servía como la sede del gobierno de la banovina.

En 1939, la Banovina del Sava fue fusionada con la Banovina costera y otras partes de las banovinas vecinas y de provincias cercanas para crear la Banovina de Croacia.
En 1941, durante la 2da guerra mundial, los poderes aliados ocuparon militarmente las áreas del Banato del Litoral. Pequeñas áreas fueron anexadas por la Italia fascista y Hungría. Las áreas restantes hicieron parte de la Croacia pronazi gobernada por los Ustacha (extremistas). Ésta sería una de las tristemente célebres áreas de la Croacia ocupada por los nazis.
Tras el final de la guerra, la región sería dividida entre Croacia y Eslovenia, cuando la región pasó a control de una nueva entidad federal dentro de la Yugoslavia socialista.

## Listado de Banes
A continuación se presenta el listado de las personas que tuvieron el título de Ban (gobernador) de la Banovina del Sava:
| Retrato | Retrato | Nombre Vida (nacimiento-muerte)   | Mandato           | Mandato           | Partido político |
| Retrato | Retrato | Nombre Vida (nacimiento-muerte)   | Inicio            | Final             | Partido político |
| ------- | ------- | --------------------------------- | ----------------- | ----------------- | ---------------- |
|         |         | Josip Šilović (1858–1939)         | 9 de octubre 1929 | 1931              | ??               |
|         |         | Ivo Perović (1881–1958)           | 1931              | 1935              | ??               |
|         |         | Marko Kostrenčić (1884–1976)      | 1935              | 2 de mayo 1936    | ??               |
|         |         | Viktor Ružić (1893–1976)          | 2 de mayo 1936    | 24 de agosto 1938 | ??               |
|         |         | Stanoje Mihaldžić (a) (????–????) | 24 de agosto 1938 | 26 de agosto 1939 | ??               |

(a) = activo